# Sleutelbewaarster
De sleutelbewaarster is een personage in de wereld van Thorgal. Zij is de hoedster van de grens tussen de werelden van het universum (Asgaard, Midgaard, de Tweede wereld, de onderwereld, de wereld van de reuzen) en draagt een gordel die haar onsterfelijk maakt. De sleuteldraagster is een jong uitziende vrouw, die meestal in speelse raadselachtige woorden spreekt. Op haar magische gordel na is zij naakt en haar lange zwarte haren verbergen gedeeltelijk haar borsten. Soms treedt zij op als woordvoerder voor Frigg en binnen de grenzen waarin zij mag opereren helpt zij Thorgal zoveel zij kan. Ook wordt zij verliefd op hem.
Thorgal ontmoet tijdens zijn avonturen een aantal malen de sleutelbewaarster. Zij verschijnt voor het eerste in het derde album van de reeks, Drie grijsaards in het land van Aran, daarna in het vijfde: De schaduwen voorbij en in het 17e album, De sleutelbewaarster speelt zij een centrale rol. In dat deel wordt zij opgelicht door een verrader, Volsung van Nichor, die het uiterlijk van Thorgal heeft aangenomen om de magische riem te stelen. Tot slot verschijnt de sleutelbewaarster in het 29e album, Het offer.
In de spin-offserie De werelden van Thorgal: Wolvin speelt de sleutelbewaarster ook een rol. Zij verschijnt ten tonele in de afgehakte hand van de god Tyr en de koningin van de zwarte Alfen.